# Итальянское весеннее наступление
Итальянское весеннее наступление — сражение Итало-греческой войны, длившееся с 9 по 16 марта 1941 года. Последняя попытка итальянской армии нанести поражение греческой армии, которая к началу описываемых событий продвинулась глубоко на территорию подконтрольной итальянцам Албании.
Наступление началось под личным наблюдением итальянского диктатора Бенито Муссолини и закончилось неделей позже полным провалом.

## Военно-стратегическая ситуация
28 октября 1940 года, когда Вторая мировая война была в полном разгаре, фашистская Италия объявила войну Греции. Итальянские части безуспешно пытались выйти из Албании в северо-западную Грецию. Вскоре они были отброшены назад, и греческая армия развернула контрнаступление вглубь территории Албании.
В феврале 1941 года итальянцы предприняли энергичные меры по усилению итальянской линии обороны. К концу месяца 15 итальянских дивизий, принимающие участие в военных действиях в Албании, были усилены ещё 10 дивизиями. Для поднятия морального духа солдат Муссолини приказал, чтобы военные части сопровождались наиболее активными лидерами фашистской партии, министрами правительства и высокопоставленными чиновниками.

## Ход сражения
Операция предполагалась под руководством и наблюдением самого Муссолини, который прибыл в албанскую столицу Тирана 2 марта 1941 года, в то время как итальянское радио объявляло, что Муссолини лично возглавит атаку.
Наступление началось 9 марта под командованием генерала Карло Гелозо, после мощного обстрела позиций греческой армии итальянской артиллерией и бомбардировки авиацией. Атака произведена 11 пехотными дивизиями и 131-й танковой дивизией «Центавр» (итал. Centauro).
Непрерывные атаки итальянской пехоты были направлены в основном против 1-й, 2-й, 5-й, 11-й, 15-й и 17-й дивизий греческой армии. Упорное сражение происходило между реками Осуми и Вьоса, в регионе, где доминируют высоты горы Требешина.
14 марта итальянский генерал Уго Кавальери, видя что атаки не могут пробить линию греческой обороны, рекомендовал Муссолини прекратить наступление.
Жестокие бои произошли вокруг высоты «731», которую итальянцы атаковали 18 раз.
Высоту защищал ΙΙ/5 батальон под командованием Д. Касласа.
С другой стороны, греческая армия применяла стратегию активной обороны, которая включала и подготовленные и без подготовки контратаки, когда итальянцы подходили к линии обороны, и систематическое умелое использование рельефа местности. Более того, решающими факторами итальянского поражения стали неспособность итальянской артиллерии подавить греческую и высокий моральный дух греческой армии.

## Последствия
После итальянского поражения нацистская Германия, готовившая войну против СССР, была вынуждена прийти на помощь своему союзнику, поскольку греческие войска находились всего в 10 милях от стратегически важного албанского порта Влёра.
6 апреля 1941 года немецкие войска начали наступление с территории союзной им Болгарии и, встретив сопротивление немногочисленных греческих частей на греко-болгарской границе, прошли через юг Югославии к Салоникам в тыл основных сил греческой армии, сражавшейся в Албании. Последовала капитуляция, в нарушение приказа, части греческого генералитета 20 апреля и тройная германо-итало-болгарская оккупация Греции.
После немецкой интервенции и последующей оккупации Греции высота «731» провозглашена итальянцами священной территорией в силу тяжёлых потерь, понесённых вокруг неё.